# 喻繩祖
喻繩祖（16世紀—17世紀），字來武，號在莪，四川成都府內江縣人，明朝政治人物。

## 生平
喻繩祖是萬曆十三年（1585年）乙酉科的舉人，二十三年（1595年）成進士，擔任沅陵知縣，二十九年考察調簡。有賢能名聲，在湖北考績第一。之後轉任大理寺評事，用心處理訴訟，平反不少冤案，不久在北京去世。

## 家族
曾祖喻颐，無錫知縣，以子喻時貴贈御史。祖喻曤，庠生。父喻承恩（1542年-1587年），字已錫，號联江，贈文林郎沅陵县知县。母高氏（1544年-1606年），封太孺人。慈侍下。弟绍祖、光祖、榮祖。娶陈氏，侧室张氏。子大有、大壮、大乾、有壮（孔泗、孔派、孔海、孔流、孔润）。
兒子喻大壯在天啓元年（1621年）考得辛酉科舉人第二名。

## 引用
1. 1 2  同治《內江縣志·卷七·人文下》：喻繩祖 字來武，萬歷乙酉舉於鄉，乙未成進士。任沅陵令，卓有賢聲，推湖北政行第一。轉大理評事，盡心爰書，多所全活，尋卒於都。子大壯中辛酉鄉試第二，人世共家。舊志列政行。
2. ↑  《萬曆乙未科進士同年序齿録》：喻绳祖，字来武。號在莪，行一，庚午十一月初五日生，治诗经。四川成都府内江县人。乙酉鄉試第三十六名，會試第一百八十八名，廷試三甲第一百五十六名。禮部觀政。丙申六月授湖廣沅陵縣，辛丑考察調簡。